# La Serra des Fronts
La Serra des Fronts, versió local de Serrat dels Fronts, és una muntanya i serra de 1.544,6 metres d'altitud situat al sud-oest del terme municipal de Sarroca de Bellera, al Pallars Jussà. És a prop del termenal amb Viu de Llevata, actualment agregat al municipi de l'Alta Ribagorça del Pont de Suert. És al nord-oest del poble de Sentís, al nord-est del Tossal de Tous i al nord del Tossal de Prat d'Hort, i forma carena amb el Tossal de Sant Quiri (Sarroca de Bellera), al sud-oest de la qual es troba.